# Gantt (Carolina del Sud)
Gantt és una concentració de població designada pel cens dels Estats Units a l'estat de Carolina del Sud. Segons el cens del 2000 tenia 13.962 habitants.

## Demografia
Segons el cens del 2000, Gantt tenia 13.962 habitants, 5.361 habitatges i 3.854 famílies. La densitat de població era de 535,9 habitants/km².
Dels 5.361 habitatges en un 33,5% hi vivien nens de menys de 18 anys, en un 42,6% hi vivien parelles casades, en un 23,4% dones solteres, i en un 28,1% no eren unitats familiars. En el 24,1% dels habitatges hi vivien persones soles el 6,9% de les quals corresponia a persones de 65 anys o més que vivien soles. El nombre mitjà de persones vivint en cada habitatge era de 2,6 i el nombre mitjà de persones que vivien en cada família era de 3,07.
Per edats la població es repartia de la següent manera: un 27,6% tenia menys de 18 anys, un 8,4% entre 18 i 24, un 28,8% entre 25 i 44, un 24% de 45 a 60 i un 11,2% 65 anys o més.
L'edat mediana era de 36 anys. Per cada 100 dones de 18 o més anys hi havia 84,3 homes.
La renda mediana per habitatge era de 33.811 $ i la renda mediana per família de 39.280 $. Els homes tenien una renda mediana de 31.184 $ mentre que les dones 22.028 $. La renda per capita de la població era de 20.106 $. Entorn de l'11,7% de les famílies i el 13,9% de la població estaven per davall del llindar de pobresa.

## Poblacions més properes
El següent diagrama mostra les poblacions més properes.